# チェ・ガンヒ (バレーボール)
チェ・ガンヒ（漢字表記:崔光姬、ハングル表記:최광희、ラテン翻記:Choi Kwang-Hee、1974年5月25日 - ）は、大韓民国の元女子バレーボール選手、現アナリストである。元韓国代表。

## 来歴
京畿道出身。小学5年次にバレーボールを始め、1993年に実業団の韓一合繊に入団。同社の経営難による廃部後は韓国専売公社（後にKT&Gアリエールズ、現KGC人参公社）に移籍し、2007年に引退するまで主力としてチームを牽引した。特にVリーグ元年となった2005年、KT&GのVリーグ優勝に貢献した。自身もシニア世代としては初めて優勝の美酒を味わった。バレーボール競技者生活の傍ら慶熙大学校に学び、2006年には修士号を取得した。
一方ナショナルチーム代表として、オリンピック3度出場など1995年から2005年まで数多くの国際大会に出場した。
現役引退後は2008年に創設された華城市バレーボールクラブのコーチやVリーグ女子部のアナリストを務めており、ナショナルチームのアナリストも務めた。

## 球歴
- シニア代表（1995-2005年）
  - 三大大会
    - オリンピック - 1996年（6位）、2000年（8位）、2004年（5位）
    - 世界選手権 - 2002年（6位）
    - ワールドカップ - 1995年（5位）、1999年（4位）、2003年（9位）

  - その他の大会
    - アジア選手権 - 1995年（銀メダル）、1997年（銀メダル）、1999年（銀メダル）、2003年（銅メダル）
    - アジア競技大会 - 2002年（銀メダル）

## 所属チーム
- 水原女子高校（韓国語版）
- 韓一合繊（1993-1998年）
- 韓国専売公社/KT&Gアリエールズ（1998-2007年）

## 受賞歴
- 2003年バレーボール女子アジア選手権 - ベストスコアラー
- 2005年 - Vリーグオールスター戦 MVP、チャンピオン決定戦MVP

## 個人成績
韓国Vリーグにおける個人成績は下記の通り。
| シーズン | 所属 | 出場 | 出場   | アタック | アタック | アタック | アタック | ブロック | ブロック | サーブ | サーブ | サーブ | サーブ | レセプション | レセプション | 総得点 | 備考 |
| -------- | ---- | ---- | ------ | -------- | -------- | -------- | -------- | -------- | -------- | ------ | ------ | ------ | ------ | ------------ | ------------ | ------ | ---- |
| シーズン | 所属 | 試合 | セット | 打数     | 得点     | 決定率   | 効果率   | 決定     | /set     | 打数   | エース | 得点率 | 効果率 | 受数         | 成功率       | 総得点 | 備考 |
| 2005     | KT&G | 16   | 60     | 769      | 247      | 32.1%    | %        | 5        | 0.08     | 184    | 2      | 1.09%  | %      |              | %            | 60     |      |
| 2005/06  | KT&G | 28   | 112    | 1113     | 313      | 28.1%    | %        | 1        | 0.13     | 191    | 15     | 7.85%  | %      |              | %            | 330    |      |
| 2006/07  | KT&G | 23   | 63     | 248      | 71       | 28.6%    | %        | 7        | 0.11     | 39     | 7      | 17.9%  | %      |              | %            | 80     |      |